# Катала, Давид
Давид Катала Хименес (исп. David Català Jiménez; род. 3 мая 1980, Барселона) — испанский футболист, игравший на позиции центрального защитника; тренер.

## Клубная карьера
Давид Катала начинал свою карьеру футболиста в клубе «Эспаньол» из своего родного города. 6 мая 2000 года он дебютировал в испанской Примере, выйдя на замену на 89-й минуте гостевого поединка против «Нумансии». В сезоне 2001/02 он появлялся в 6 матчах Примеры, лишь 1 мая 2002 года в матче против «Малаги» выйдя в основном составе «Эспаньола». Летом 2003 года Катала перешёл в клуб испанской Сегунды «Херес», и до середины 2012 года он выступал исключительно за команды второй по значимости испанской лиги: «Херес», «Лерида», «Альбасете», «Лорка Депортива», «Саламанка» и «Сельта». В конце июля 2012 года Катала подписал контракт с кипрской командой АЕК из Ларнаки.